# George Sossenko
George Sossenko (o Georges Sossenko)  (20 de diciembre de 1918-2013; 14 de marzo de 2013) fue un activista estadounidense nacido en Rusia. A los 17 años, dejó la casa de sus padres en París para unirse a quienes luchaban contra las fuerzas rebeldes en la guerra civil española. Inicialmente acudió a las oficinas del Partido Comunista Francés, pero fue rechazado y luego también por los socialistas. Le sugirieron que se pusiera en contacto con los anarquistas, quienes lo enviaron a Barcelona, luego recibió una semana de entrenamiento militar antes de ser enviado al frente.  Cambió su nombre por el de Georges Jorat para evitar ser encontrado por sus padres, y luchó en la Centuria Sébastien Faure,  de la Columna Durruti. Posteriormente se incorporó a las Brigadas Internacionales.  Después de la Guerra Civil, Sossenko luchó más tarde en la Segunda Guerra Mundial con los Franceses Libres.  y con el Quinto Ejército de Estados Unidos en Italia. 
Después de la guerra trabajó para Michelin como ingeniero mecánico. Primero trabajó en Texas y en Atlanta, Georgia. En 1984, Sossenko demandó a Michelin (Sossenko v. Michelin Corp., 172 Ga. App. 71 (1984)) después de haber sido amenazado con perder su trabajo.  Vivió en Atlanta con su esposa Bernice por el resto de su vida.  En 2004, Sossenko publicó un libro en español titulado Aventurero Idealista.